# 550 (tal)
550 är det naturliga heltal som följer 549 och följs av 551.

## Matematiska egenskaper
- 550 är ett jämnt tal.
- 550 är ett sammansatt tal.
- 550 är ett ymnigt tal.
- 550 är ett primitivt ymnigt tal
- 550 är ett Harshadtal.
- 550 är ett Pentagonalt pyramidtal.
- 550 är ett Tetradekagontal

## Inom vetenskapen
- 550 Senta, en asteroid.